# Vladímir Kibálchich Rusakov
Vladímir Víktorovich Kibálchich Rusakov (Владимир Викторович Кибальчич Русаков), más conocido como Vlady (Petrogrado, 15 de junio de 1920 - Cuernavaca, México, 21 de julio de 2005), fue un pintor y grabador ruso-mexicano con ascendencia belga y rusa. 

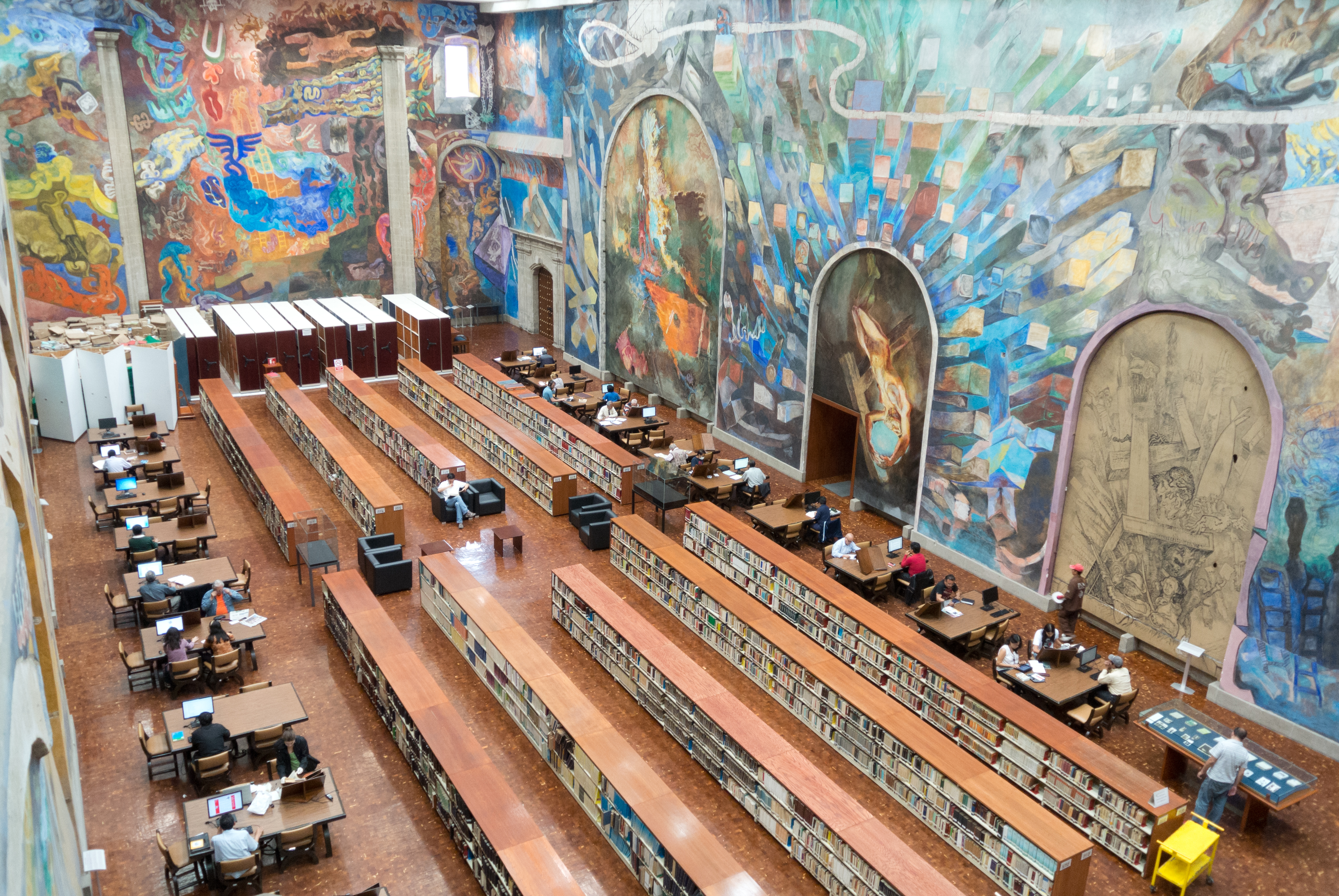
Vlady pintó los murales de la Biblioteca Miguel Lerdo de Tejada

## Primeros años
Nace en plena guerra civil rusa. Hijo del notable escritor y político comunista Víctor Serge (de nombre real Víktor Lvóvich Kibálchich), quien había nacido en Bélgica. La madre de Vlady, Liuba Rusakova, procedía de una familia de comunistas y fue durante una breve periodo estenógrafa en francés de Stalin. Vlady fue por tanto un auténtico heredero de la ideología comunista y con relativa empatía con el trotskismo, y sufrió al lado de sus padres la persecución emprendida por el régimen totalitario de Stalin contra disidentes en la Unión Soviética. Durante algunos años padre e hijo fueron confinados a un campo de trabajo del Gulag en Oremburgo, Siberia, mientras que su madre, fue remitida a una clínica psiquiátrica a cargo del Ejército Rojo, dado que las constantes persecuciones y el enorme estrés la habían afectado severamente. La educación inicial de Vlady le fue proporcionada por camaradas bolcheviques-leninistas, prisioneros como su familia.

## Exilio y peregrinaje
En 1936, Stalin anunció la liberación de su padre al exilio y la familia fue acogida en Bélgica. Posteriormente, emigró a Francia, país donde Vlady decidió encauzar su vida al desarrollo artístico. Entró en contacto con André Breton, Berdayev, Joseph Lacasse, Pierre Pascal, Victor Brauner, Óscar Domínguez, André Masson, Wilfredo Lam y Aristide Maillol, y fue con este último que desarrollaría estrechamente el dominio de la técnica en grabado y pintura. Su estancia en Francia le permitió conocer de manera informal la obra de Diego Rivera. En 1941, padre e hijo emigraron nuevamente debido a la ocupación de Francia por parte del ejército alemán bajo el régimen nazi, y emprendieron el viaje hacia la Martinica, República Dominicana y luego a Cuba con la esperanza de conseguir un visado e internarse en los Estados Unidos. Sin embargo, fueron rechazados sistemáticamente en estas naciones debido a su filiación comunista. Entre tanto, la madre de Vlady permaneció en un hospital psiquiátrico de Aix-en-Provence, donde murió en 1984.

## México

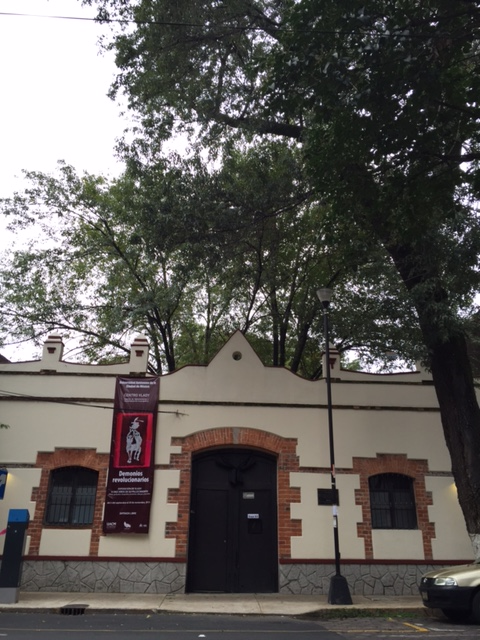
Casa Vlady

Finalmente, en 1941 fueron acogidos en México meses después del asesinato de León Trotski, quien también había sido acogido en dicho país. Vlady estableció contacto con simpatizantes del comunismo y entre ellos se encontraban Frida Kahlo y Diego Rivera, conocedor de la obra de ellos, no mostró total concordancia con los aspectos nacionalistas vertidos en sus obras, sin embargo, su controvertido temperamento no chocó totalmente con la estética de la corriente ni con el manejo de sus técnicas. 
A la muerte de su padre en 1947, Vlady contrajo matrimonio con Isabel Díaz Fabela, quien se perfilaría como el lazo cultural mexicano que se conjugaba con sus orígenes, resultando una amalgama de creatividad, forjada en la mente del pintor. Dos años después, Vlady decidió adoptar la nacionalidad mexicana. A partir de entonces, emprendió su participación constante en exposiciones e inició largos recorridos por Europa en los que exponía sus mejores trabajos. Instigador de la Generación de la Ruptura, se acercó a Alberto Gironella, Héctor Xavier, Enrique Echeverría y José Luis Cuevas, quienes, a la par de Rufino Tamayo, marcaron una escisión de la corriente nacionalista y buscaban terminar con la hegemonía de los tres grandes, Siqueiros, Orozco y Rivera, estableciendo los derroteros del Nuevo Arte Moderno a partir de los años 1950. 
Rusakov participó activamente en diversas bienales en Argentina, São Paulo y París en los años sesenta. Su espíritu rebelde lo llevó a participar en distintos homenajes obteniendo distintos reconocimientos y becas que prolongaron su recorrido por Francia, Japón, Italia y Nueva York. 
Fue hacia 1971 cuando recibió el premio del Salón Anual de Grabado en la Plástica Mexicana por cual fue invitado por Luis Echeverría Álvarez a pintar murales. Le fue sugerido compartir espacio con las obras de Rivera en Palacio Nacional, pero rechazó la propuesta por considerar innecesario confrontarse a él, además del espacio limitado que se le sugería. Sin embargo aceptó la comisión oficial de un mural interior de 2000 metros cuadrados en la Biblioteca Miguel Lerdo de Tejada en el templo de San Felipe Neri en la Ciudad de México, trabajo que le llevaría más de una década completar.
A partir de 1990 Vlady residió en la ciudad de Cuernavaca, donde fallecería en 2005 a causa de cáncer cerebral.